# Cremallera de Nuria

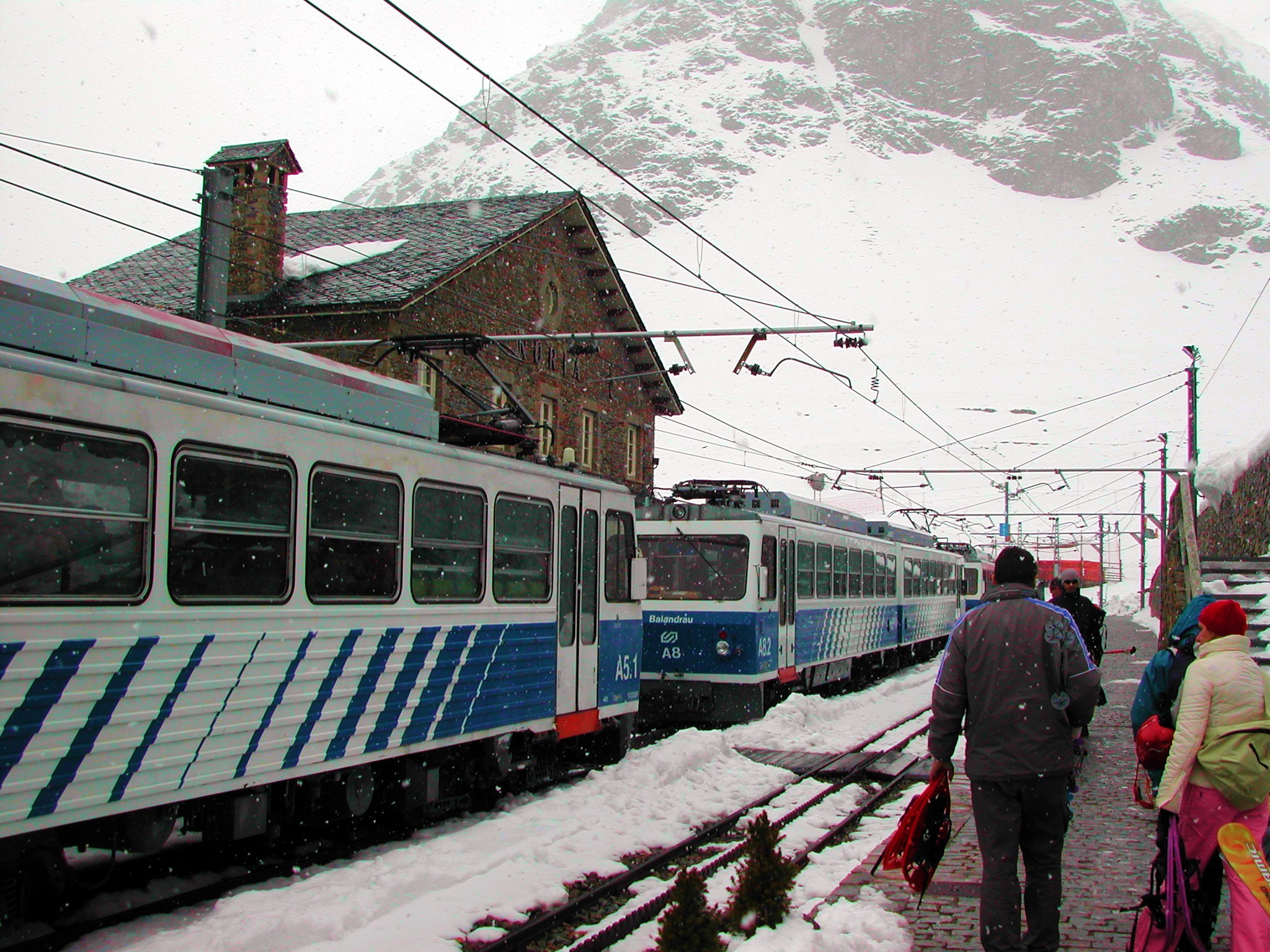
Estación de Nuria con dos unidades Beh 4/8 antes de ser reformadas

El cremallera de Nuria es la línea ferroviaria que conecta Ribas de Freser con Queralbs y el Valle de Nuria en el Ripollés, Gerona. Junto con el Cremallera de Montserrat son las únicas líneas ferroviarias de tren cremallera existentes en España.
Como Queralbs es el punto más alto del valle con acceso por carretera, el cremallera es la única vía de acceso al santuario y la estación de esquí, aparte del camino de montaña. El cremallera de Nuria se ha convertido en uno de los iconos característicos del valle y de la comarca del Ripollés.
El trayecto tiene cuatro estaciones y un apeadero. Las estaciones son Ribas-Enlace, Ribes-Vila, Queralbs y Nuria. El apeadero es Rialb, está situado entre Ribas de Freser y Queralbs, funciona como parada facultativa.

## Historia
Esta línea fue creada más por necesidad que por finalidades recreativas. A principios del siglo XX, se vio en aumento la cantidad de personas que optaban por visitar el Santuario de Queralbs, y la única manera de acceder era mediante una caminata de 1-3 horas, por lo que empezó el proyecto del cremallera del Valle de Núria.
La línea fue inaugurada el 22 de marzo de 1931 a cargo de la compañía FMGP (Ferrocarriles de Montaña a Grandes Pendientes, S.A.), y ha funcionado desde el principio con electricidad.
Las malas condiciones políticas de la época no resultarían nada beneficiosas de cara a la explotación de la línea; la II República Española hundiéndose poco a poco, la crisis económica, la Guerra Civil y la postguerra acabarían por decidir el futuro de esta línea. Además, hay que añadir que algunas inundaciones crearon graves desperfectos que tardarían algunos años en ser reparados.
A partir de los años sesenta, con el boom turístico por todo el país (añadiendo que el único transporte que permitía y permite acceder al Valle de Nuria es el ferrocarril), la situación de la línea empezó a mejorar. Pero esta nueva situación llegaba tarde; las instalaciones de la línea habían quedado significativamente deterioradas por el paso del tiempo y requerían una renovación integral que la compañía no podía asumir. Esta situación quedó solventada con la intervención de la Generalidad de Cataluña. Fue así como en 1982 pasó a convertirse en accionista principal de la línea.
Finalmente, el 2 de enero de 1984 la titularidad de esta infraestructura fue traspasada a la Generalidad de Cataluña de los ferrocarriles, a través de su operadora Ferrocarriles de la Generalidad de Cataluña (FGC). Fue entonces cuando se inició un ambicioso programa de remodelación que incluía la renovación de la mayor parte de las vías y catenaria, la adquisición de nuevos trenes automotores a partir del año 1985 y la modernización de las pistas de esquí del Valle de Nuria.

## Características técnicas

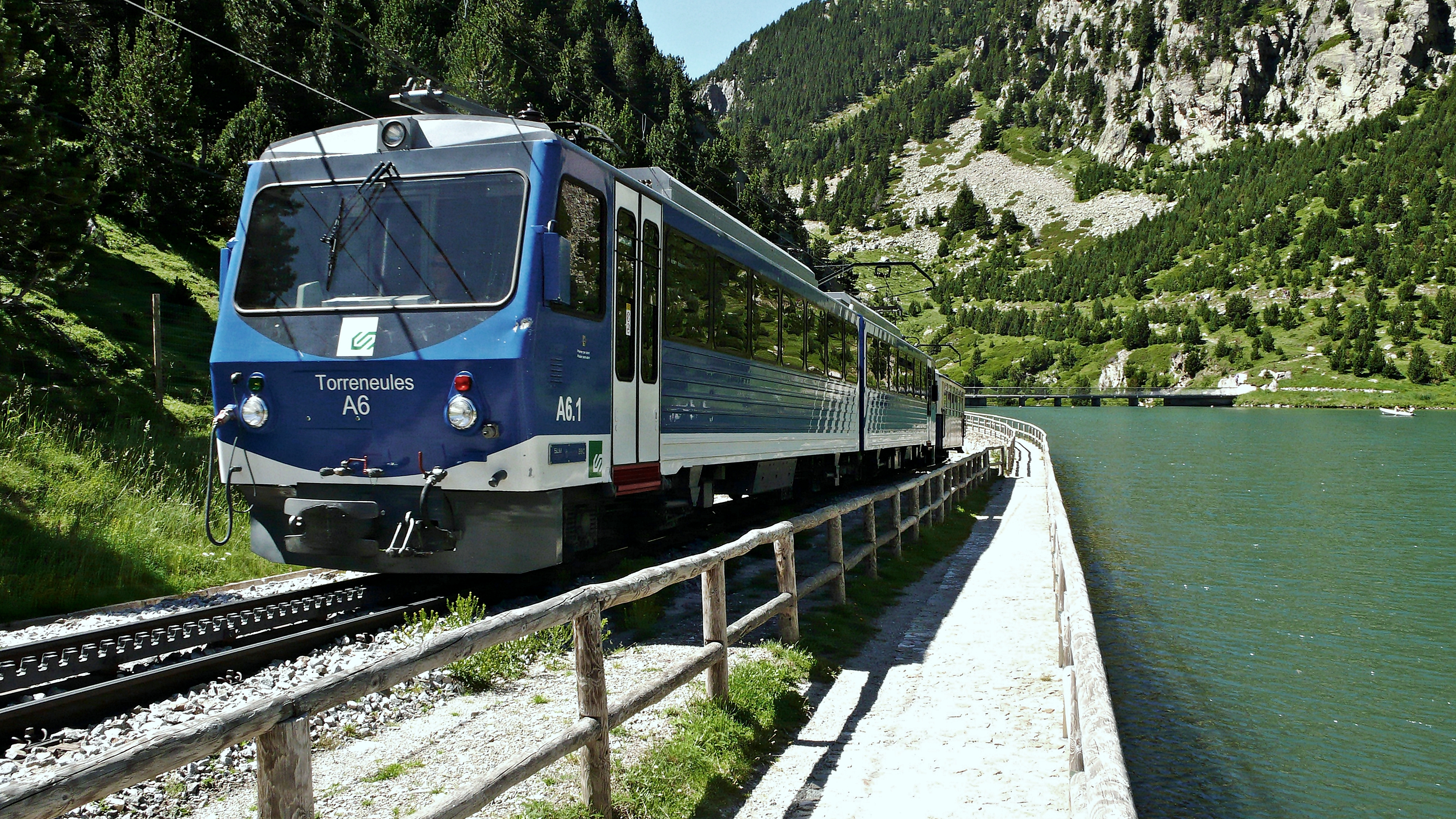
El Cremallera de Nuria circulando al lado del embalse de Nuria.

El recorrido es de 12,5 kilómetros sobre vía de ancho métrico (1000 mm) y supera un desnivel de 1059 metros. Los primeros 5,5 kilómetros funcionan mediante el sistema de raíles tradicional, y el resto como un tren cremallera central de sistema Abt, que supera una rampa máxima del 15%.
Tres generaciones de trenes aún conviven en la línea.
La primera estaba formada por cuatro locomotoras eléctricas de seis ruedas, construidas por SLM y BBC en 1930/31 y numeradas E1, E2, E3 y E4, y 15 vagones convencionales Vereinigte Westdeutsche Waggonfabrik A.G. de Colonia-Deutz, a razón de dos bogies por vagón, con dos ejes por bogie. También es de aquella misma época el coche-salón Aaffw-51, que entre otras personalidades ha transportado a la ponencia del Estatuto de Nuria. Este vagón se encuentra actualmente en la exposición del Cremallera de Nuria, en las cocheras de la estación Ribes-Vila (actualmente cerradas al público por reformas), pero continúa en servicio de cara a viajes especiales y bodas.
La segunda generación parte del año 1985, cuando se adquirieron cuatro automotores eléctricos, construidos por SLM y BBC, del tipo Beh 4/8 y numerados A5, A6, A7 y A8, respectivamente. Desde la llegada de estas nuevas unidades y hasta el año 2002, era habitual ver en el Cremallera de Nuria estos automotores remolcando vagones convencionales de primera generación a modo de refuerzo. Actualmente, estos vagones ya no prestan servicio comercial; en algunos casos fueron transformados en vagones de servicios de mantenimiento y mercancías, tanto para la línea de Nuria como para la recientemente reestrenada línea de Montserrat, y en otros casos restan preservados o en servicio como trenes de socorro, o circulaciones especiales (juntamente con el coche-salón).
La última generación corresponde a dos automotores articulados de piso bajo de tipo Stadler GTW, construidos por la empresa suiza Stadler Rail en 2003, y numerados A10 y A11. Estos automotores fueron adquiridos por FGC al mismo tiempo que las unidades del mismo modelo que se encargaron para la nueva línea del Cremallera de Montserrat.
Actualmente, de las cuatro locomotoras originales de primera generación, la E1 continúa en servicio, modernizada, en la línea del Cremallera de Nuria; la E4, también modernizada, se encuentra prestando servicios de mantenimiento en el Cremallera de Montserrat; la E2 y la E3 se hallan apartadas y preservadas para las exposiciones de los cremalleras de Monistrol de Montserrat y Ribes de Freser, respectivamente.
En el año 2005, se iniciaron entre la Corba Roca Oratori y Fontalba, del tramo Queralbs-Nuria, las obras de construcción de un nuevo túnel, el del Roc del Dui. Con una prolongación de 1300 a 1400 metros y con vía doble en parte de su trazado, tendrá por objetivo mejorar la seguridad de los trenes eliminando así el tramo existente por el exterior, que bordea el valle en un trazado especialmente sinuoso y propenso a desprendimientos, como los que el año 2003 obligaron a interrumpir la circulación de los trenes.
Entre 2007 y 2008, los cuatro automotores Beh 4/8 han sido reformados, suprimiendo las ventanas abatibles y renovando su interiorismo, para modernizarlos en la línea de los más recientes automotores Stadler A10 y A11.
El Cremallera de Nuria también dispone de diversos vagones de mercancías, plataformas, y de obras varias, así como de dos locomotoras diésel-eléctricas: la DM6, construida por Stadler, y la D9, construida por el consorcio creado a partir de la misma Stadler, juntamente con SLM, ABB y Daimler-Benz. Se encargan de diversos servicios de mercancías, mantenimiento y viajes especiales. En el caso de la D9, en invierno también se encarga de remolcar la máquina quitanieves L09, dado que esta última no dispone de tracción propia.
Recientemente, FGC ha adquirido para esta línea dos vagones convencionales de segunda mano, procedentes de la compañía suiza Matterhorn Gotthard Bahn y conocidos como "Sport Wagen". Estos dos coches se añaden a la flota de vagones de refuerzo y viajes especiales, y han sido enumerados como coches 27 y 28. Hasta el día de hoy han sido respetados los colores originales de la compañía de la que provienen y en caso de ser necesario utilizarlos, serán remolcados por la locomotora DM6. También pueden ir remolcados por las unidades automotores de segunda generación, pero hasta ahora se ha descartado esta opción por cuestiones de maniobras.
Finalmente, el 2 de noviembre de 2008, coincidiendo con el mes en el que el Valle de Nuria cierra sus puertas a fin de preparar las instalaciones de cara a la temporada de invierno, bajó de Nuria hasta Ribes-Vila el último tren cremallera en servicio comercial por el exterior del Túnel del Roc del Dui; las obras ya se han terminado y llegados a este punto solo queda enlazar el resto de la línea con este nuevo tramo. Cuando el 27 de noviembre de 2008 se reabrieron las instalaciones al público, hecho que comportaba que el tren cremallera volvía a entrar en servicio comercial, este ya se realiza por el túnel del Roc del Dui.
Actualmente se está acabando de construir en Ribas-Enlace una nueva marquesina con placas fotovoltaicas que cubrirá las vías de la estación, hasta ahora al aire libre. También se están edificando unas nuevas cocheras en esta estación, y está previsto eliminar todos los pasos a nivel aún existentes a lo largo de la línea, empezando por el que hay a la salida de la estación de Queralbs en sentido Nuria.

## Cronología
1924: La empresa Ferrocarrils de Muntanya de Grans Pendents (FMGP) realiza el proyecto de construcción del cremallera.
1926: El proyecto del cremallera es aprobado por Real Orden.
1928: Empiezan las obras de construcción.
1931: Inauguración de la línea.
1981: La Generalidad de Cataluña obtiene el control de FMGP.
1985: Llegan los nuevos automotores A5, A6, A7 y A8.
1986: La línea del cremallera se integra a los Ferrocarriles de la Generalidad de Cataluña.
2002: Llegan los nuevos automotores articulados Stadler.
2005: Se inician las obras de construcción del nuevo túnel de Roc d'en Dui, para evitar una zona geológicamente inestable.
2007: Comienza la reforma integral de los automotores A5, A6, A7 y A8.
2008: Finalizan las obras de construcción del túnel Roc del Dui.

## Estaciones
Esta lista es actualizada periódicamente por un bot usando los contenidos de Wikidata, por lo que cualquier cambio manual se perderá.
| Nombre                      | Municipio       | Coordenadas                                                  | Estado | Wikidata   | Commons                                          | Imagen |
| --------------------------- | --------------- | ------------------------------------------------------------ | ------ | ---------- | ------------------------------------------------ | ------ |
| estación de Nuria           | Queralbs        | 42°23′50″N 2°09′17″E / 42.397236111111, 2.1547305555556      |        | Q8841133   | Estació de Núria (Cremallera Vall de Núria)      |        |
| estación de Ribas de Freser | Ribas de Freser | 42°17′55″N 2°09′55″E / 42.29863888888889, 2.1653611111111113 |        | Q8841610   | Ribes de Freser train station                    |        |
| estación de Ribes-Vila      | Ribas de Freser | 42°18′31″N 2°10′18″E / 42.308636111111, 2.1716111111111      |        | Q8841612   | Estació de Vila de Ribes del Cremallera de Núria |        |
| estación de Queralbs        | Queralbs        | 42°21′05″N 2°09′56″E / 42.351336111111, 2.1656388888889      |        | Q11011581  | Estació de Queralbs (Cremallera Vall de Núria)   |        |
| estación de Rialb           | Queralbs        | 42°20′07″N 2°10′17″E / 42.335166666666666, 2.1715            |        | Q111721565 |                                                  |        |